# 1942 ve filmu

## Filmy roku 1942

### České filmy
- Okouzlená (režie: Otakar Vávra, premiéra 6.11.)
- Muži nestárnou (režie: Vladimír Slavínský)
- Valentin Dobrotivý (režie: Martin Frič)
- Zlaté dno (režie: Vladimír Slavínský)
- Host do domu (režie Zdeněk Gina Hašler)
- Městečko na dlani (režie Václav Binovec)
- Ryba na suchu (režie Vladimír Slavínský)
- Přijdu hned (režie: Otakar Vávra)
- Karel a já (režie: Miroslav Cikán)

### Zahraniční filmy
- Casablanca (režie: Michael Curtiz)
- Bambi (režie: David Hand)
- Zuzanka v nesnázích (režie: Billy Wilder)
- Nejprve stvořil ženu (režie: George Stevens)
- Keeper of the Flame (režie: George Cukor)
- Děs v cirkusu (režie: Max Fleischer)

## Narozeniny
- 25. duben – Josef Dvořák, český herec
- 28. květen – Božidara Turzonovová, slovenská herečka
- 28. březen – Michael Haneke, rakouský filmový a divadelní režisér
- 13. červenec – Harrison Ford, americký herec
- 4. srpen – Don S. Davis, americký herec († 29. června 2008)